# William Henry Oldendorf
William Henry Oldendorf (* 27. März 1925 in Schenectady, New York; † 14. Dezember 1992 in Los Angeles, Kalifornien) war ein US-amerikanischer Neurologe.

## Werdegang
Oldendorf beendete mit 15 die High School und ging für drei Jahre an das Union College in Schenectady. Seinen Medical Doctor (MD) bekam er 1947 am Albany Medical College in New York. Danach arbeitete er drei Jahre in der Psychiatrie am Ellis Hospital in Schenectady. Es folgte ein zweijähriger Militärdienst als Sanitätsoffizier am U.S. Naval Hospital in Newport, Rhode Island. Anschließend ging er nach Minneapolis an die Klinik der University of Minnesota. 1956 wechselte er an die Medizinische Fakultät der University of California, Los Angeles (UCLA), wo er Professor für Neurologie und Psychiatrie wurde.
Einer seiner Arbeitsschwerpunkte war die Blut-Hirn-Schranke. Für deren Erforschung entwickelte er eine Reihe neuer Verfahren, die sehr häufig auf Radionukliden basieren. An der University of California war Oldendorf zu Beginn der 1960er Jahre ein Pionier für die Entwicklung der Computertomographie. Er veröffentlichte 1961 den ersten Artikel über radiographic tomography und erhielt 1963 das weltweit erste Patent für einen Tomographen. Doch Oldendorfs Arbeiten an der computed axial tomography (CAT) fanden damals nur wenig Beachtung. Zehn Jahre später entwickelte der spätere Nobelpreisträger Godfrey Hounsfield Oldendorfs Ideen weiter und baute den ersten Computertomographen. Oldendorf wurde bei der Nobelpreisverleihung 1979 vom Nobelkomitee nicht berücksichtigt, was noch Jahre später sehr kontrovers diskutiert wurde. 1975 bekamen Hounsfield und Oldendorf für ihre Arbeiten den Albert Lasker Award for Clinical Medical Research, die höchste medizinisch-wissenschaftliche Auszeichnung in den Vereinigten Staaten. Den Ziedses-des-Plantes-Preis erhielt Oldendorf ebenfalls zusammen mit Hounsfield 1974. Eine Reihe weiterer Auszeichnungen folgten. 1981 wurde er in die American Academy of Arts and Sciences aufgenommen und 1991 als erster Neurologe in die National Academy of Sciences (NAS) gewählt. Er war zudem Gründungsmitglied der American Society for Neuroimaging (ASN).
William Henry Oldendorf starb im Alter von 67 Jahren an den Folgen einer Herzerkrankung. Er hinterließ seine Frau Stella und drei Söhne.

## Bücher
- W. Oldendorf: The Quest for an Image of the Brain: Computerized Tomography in the Perspective of Past and Future Imaging Methods. Raven Press, 1980, ISBN 0-89004-429-5.
- W. Oldendorf und W. Oldendorf Jr.: Basics of Magnetic Resonance Imaging. Verlag Springer, 1988, ISBN 0-89838-964-X.

Daneben tragen über 250 Artikel in verschiedenen Fachzeitschriften Oldendorfs Namen.